# 아스투리아스레온어

아스투리아스레온어 분포도

아스투리아스-레온어(Astur-Leonese)는 로망스어군에 속한 방언군의 일종으로 스페인의 아스투리아스 지방, 레온 지방, 살라망카 지방에서 쓰이는 언어들로 이루어진다. 포르투갈의 도우루 강 인근의 미란다 도 도우루 지방에서 사용되는 '미란다어'도 아스투리아스레온어와 유사한 계통인 것으로 알려져 있다.
에스트레마두라, 칸타브리아 지방에서도 자신들의 형용사를 붙여 사용하며 원래의 형태와는 조금씩 다른 형태가 분포하여 변형되고 표현이 달라졌다. 스페인어의 아류로 생각하기도 하지만 형태에 있어서는 아스투리아스레온어의 다양한 종류로 보는 것이 더 흔하다.

## 역사
통속 라틴어에서 변형된 아스투리아스-레온어는 로망스어의 시초에 해당하는 언어이며 이베리아 반도에 거주하던 고대 부족이 채택한 라틴어의 변종인 것으로 알려져 있다. 카스티야어에서 비롯한 스페인어는 14세기에 걸쳐서 나타난 것이므로 상당히 뒤진 것인데 중앙 정부의 파견직이 유입되면서 이 지역에도 스페인어가 유입됐다.

## 소속 언어(방언)
- 아스투리아스어
- 레온어
- 미란다어
- 에스트레마두라어
- 칸타브리아어

## 지위
아스투리아스 지방에서 아스투리아스-레온어는 자치 지방 법에 의해 학교에서는 선택 언어로 학습되며 교육권을 보장받고 있다. 포르투갈에는 가장 유사한 형태의 언어인 미란다어가 공식적으로 인정되고 있다.

### 아스투리아스어
1974년 이후로 언어적 특질을 보호하고 후대에 물려주기 위한 지역적 노력이 계속되고 있다. 세 사람의 지역 교수가 이에 앞장서고 있다. 1994년에는 10만 명의 국어 사용자를 비롯해 제2외국어로는 45만 명이 아스투리아스어를 말하거나 이해할 수 있게 됐다. 지난 100년간 사용자가 급감하고 있어 언어 자체에 있어서도 상당히 중대한 시점에 있다.
20세기 말 문법과 기초 단어 사전 및 어휘 보호를 위해 아스투리아스어 협회에서 관련 제도 정비에 나섰다. 레온 지방과 아스투리아스 지방에서 언어를 배우도록 돕고 있으며 현재에는 다시 언어 사용이 증대될 것으로 기대하고 있다.

### 레온어
과거 레온어의 특질은 스페인어의 구어체가 방언으로 변한 것이라고 막연히 추측됐으나 1906년 라몬 멘네데스 피달이 라틴어의 확대와 레온 왕국의 영향력 증대로 인해 생겨난 현상임을 밝혀냈다. 때문에 아스투리아스레온어와 레온어는 서로 다른 종류의 언어로 구별된다.
1990년대 후반에 들면서 비공식적으로나마 레온어 관련 강좌가 들어서기 시작했다. 2001년 레온 대학교는 레온어 교육자 양성을 위한 코스를 마련하는 한편 성인 대상 언어 교육에도 지방정부 차원에서 지원을 늘리고 있다.
현재 레온어의 위치는 상당히 위태로운 것으로 알려져 있어 도시 인구의 젊은층을 대상으로 한 언어 사용과 교육법이 절대적으로 필요한 것으로 지적되고 있다.